# Championnats d'Europe de char à voile 1983
Navigation
1982 1984
Les 21e championnats d'Europe de char à voile 1983, organisés par le pays hôte sous l'égide de la fédération internationale du char à voile, se sont déroulés à Newcastle dans le comté de Down en Irlande,.

## Podiums
| Épreuve  | Or               | Argent         | Bronze                |
| Classe 3 | Bertrand Lambert | Francis Lhoyer | Hans Werner Eickstädt |
| Classe 5 | Tadeg Normand    | Mark White     | Daniel Vaillant       |

| Épreuve | Or                | Argent         | Bronze                      |
| KI. 3   | Goede Suster Wulf | Sylvie Fajou   | Véronique Ribaud de Gineste |
| KI. 5   | Petra Brinkmann   | Haley Thompson | Rosemary Allen              |

## Tableau des médailles par nation
| Rang | Nation      | Or | Argent | Bronze | Total |
| ---- | ----------- | -- | ------ | ------ | ----- |
| 1    | France      | 2  | 1      | 1      | 4     |
| 2    | Royaume-Uni | -  | 1      | -      | 1     |
| 3    | Allemagne   | -  | -      | 1      | 1     |

| Rang | Nation      | Or | Argent | Bronze | Total |
| ---- | ----------- | -- | ------ | ------ | ----- |
| 1    | Allemagne   | 2  | -      | -      | 2     |
| 2    | France      | -  | 1      | 1      | 2     |
| 3    | Royaume-Uni | -  | 1      | -      | 1     |
| 4    | Irlande     | -  | -      | 1      | 1     |